# Пру, Энни
Э́дна Э́нни Пру (англ. Edna Annie Proulx; род. 1935) — американская писательница, журналистка, сценаристка.

## Биография
Энни Пру родилась 22 августа 1935 года в Коннектикуте в семье франкоканадцев. Окончила Университет Вермонта.
Пру — лауреат нескольких литературных премий. Дважды — Премии О. Генри «за лучший рассказ», в том числе, за рассказ «Горбатая гора» в 1998 году. Пулитцеровская премия и Национальная книжная премия (1994) за роман «Корабельные новости» (The Shipping News, 1993). За свой первый роман «Почтовые открытки» (1992) Пру была награждена премией ПЕН-клуба им. Фолкнера в области художественной литературы.
Первый фильм по её сценарию вышел в 2001 году и назывался «Корабельные новости». В 2003 году Пру снялась камео в фильме «Иди на Запад, молодой человек!» (Go West, Young Man!).
Рассказ «Горбатая гора» впервые был напечатан в журнале New Yorker, а в 1999 году издан в сборнике Close Range. В 2005 году вышел одноимённый фильм.
В 2020 году телеканалы «National Geographic» и «21st Television» начали трансляцию одноимённого телесериала по мотивам её исторического романа «Поселенцы» (Barkskins, 2016), посвящённого судьбе французских колонистов в Канаде конца XVII века.